# Pedro Cubilla
Pedro Ramón Cubilla Almeida (Paysandú, 25 de agosto de 1933 - 16 de maio de 2007) foi um futebolista e treinador uruguaio que atuava como meia.

## Carreira
Pedro Cubilla fez parte do elenco da Seleção Uruguaia de Futebol, na Copa do Mundo de  1962. 